# Rivière de Port-Margot
La rivière du Port-Margot est un cours d'eau qui coule dans le département Nord à Haïti, et un petit fleuve côtier qui a son embouchure en Mer des Caraïbes.

## Géographie
Ce fleuve qui se jette dans l'océan Atlantique prend sa source dans le Massif du Nord.
Son cours mesure une vingtaine de kilomètres de long.
Ce cours d'eau traverse la commune de Port-Margot. Ce fleuve à son embouchure dans la mer à cinq kilomètres à l'ouest de celle de la rivière Limbé.